# Isthmosporella
Isthmosporella är ett släkte av svampar. Isthmosporella ingår i familjen Phaeosphaeriaceae, ordningen Pleosporales, klassen Dothideomycetes, divisionen sporsäcksvampar och riket svampar.
|                | Cicinobolus                              |
|                |                                          |
|                | Stagonospora                             |
|                |                                          |
|                | Hendersonia                              |
|                |                                          |
|                | Eudarluca                                |
|                |                                          |
|                | Sclerostagonospora                       |
|                |                                          |
|                | Ampelomyces                              |
|                |                                          |
|                | Wilmia                                   |
|                |                                          |
|                | Phaeosphaeria                            |
|                |                                          |
|                | Carinispora                              |
|                |                                          |
|                | Phaeoseptoria                            |
|                |                                          |
|                | Parabotryon                              |
|                |                                          |
|                | Ophiosphaerella                          |
|                |                                          |
|                | Sphaerellopsis                           |
|                |                                          |
|                | Tiarospora                               |
|                |                                          |
|                | Scolecosporiella                         |
|                |                                          |
|                | Monascostroma                            |
|                |                                          |
|                | Lautitia                                 |
|                |                                          |
|                | Mixtura                                  |
|                |                                          |
|                | Hadrospora                               |
|                |                                          |
|                | Nodulosphaeria                           |
|                |                                          |
|                | Barria                                   |
|                |                                          |
|                | Phaeosphaeriopsis                        |
|                |                                          |
| Isthmosporella | \| \| Isthmosporella pulchra \| \| \| \| |
|                | \| \| Isthmosporella pulchra \| \| \| \| |
|                | Katumotoa                                |
|                |                                          |
|                | Isthmosporella pulchra                   |
|                |                                          |

|  | Isthmosporella pulchra |
|  |                        |